# Zum zweiten Frühstück: Heiße Liebe
Zum zweiten Frühstück: Heiße Liebe ist ein deutscher Erotikfilm aus dem Jahr 1972. Am 28. Januar dieses Jahres kam er in die Kinos.

## Handlung
Das Phänomen „Grüne Witwen“ wird von einem Journalisten recherchiert; als „Grüne Witwen“ werden Frauen bezeichnet, die von ihren arbeitswütigen Ehemännern total vernachlässigt und alleine gelassen werden. Dabei bringt er einige schlüpfrige Details (über geheimen Fantasien und Wünsche) der Ehefrauen ans Licht, die er teilweise am eigenen Leib erfahren hat.

## Kritik
Das Lexikon des internationalen Films sah einen „billige(n) Sexfilm, getarnt als Report über grüne Witwen“.